# Fiodor Bekowicz-Czerkasski
Fiodor Nikołajewicz Bekowicz-Czerkasski, ros. Федор Николаевич Бекович-Черкасский (ur. 2 maja?/14 maja 1870 we wsi Bekowiczewo w Kabardyno-Bałkarii, zm. 16 listopada 1953 w Paryżu) – rosyjski wojskowy (generał porucznik), emigracyjny północnokaukaski działacz narodowy i kombatancki.

## Życiorys
Pochodził z kabardyjskiego rodu książęcego. W 1891 r. ukończył gimnazjum w Stawropolu, w 1894 r. szkołę kawaleryjską w Jelizawetgradzie, zaś w 1903 r. oficerską szkołę kawaleryjską. W 1904 r. awansował do stopnia podesauła. Dowodził Sotnią Kabardyjską Pułku Tersko-Kubańskiego Kaukaskiej Brygady Konnej. 
Uczestniczył w wojnie rosyjsko-japońskiej, zostając ranny. Na początku 1914 r. w stopniu starsziny wojskowego został komendantem wojskowym Irkucka. 
Brał udział w I wojnie światowej, dowodząc Kabardyńskim Pułkiem Konnym, a następnie Tatarskim Pułkiem Konnym. Pod koniec grudnia 1916 r. objął dowództwo 2 Brygady Konnej Kaukaskiej Tuziemnej Dywizji Konnej. Od początku maja do końca października 1917 r. był dowódcą 1 Gwardyjskiego Pułku Kirasjerów, po czym powrócił na poprzednie stanowisko. Awansował do stopnia generała majora. Pod koniec 1917 r. formował na Kaukazie Północnym oddziały wojskowe Białych złożone z Górali kaukaskich. Dowodził kabadyńskimi oddziałami konnymi. Na początku grudnia 1918 r. objął dowództwo 2 Brygady Konnej Czerkieskiej Dywizji Konnej. W lutym 1919 r. mianowano go przywódcą Kabardyno-Bałkarii. Od połowy marca tego roku dowodził Kabardyńską Dywizją Konną. W połowie kwietnia został generałem porucznikiem. 
W połowie listopada 1920 r. wraz z pozostałymi wojskami Białych został ewakuowany z Krymu do Gallipoli. Początkowo zamieszkał na emigracji w Konstantynopolu, gdzie w 1921 r. współorganizował Narodowy Komitet Wyzwolenia Narodów Gorskich Północnego Kaukazu. Następnie przeniósł się do Francji, zostając przewodniczącym Komitetu. W 1934 r. został przewodniczącym Związku Kawalerów Georgijskich. Ponadto stał na czele Związku Oficerów Armii Kaukaskich. W 1939 r. wszedł w skład komitetu ds. przygotowania obchodów 125-lecia urodzin Michaiła J. Lermontowa. W latach 1941–1945 w okupowanym Paryżu przewodniczył Rosyjskiemu Ruchowi Narodowemu. Od listopada 1951 r. stał na czele stowarzyszenia lejbgwardii Pułku Kirasjerów Jego Wysokości.